# Contia
Genre
Contia est un genre de serpents de la famille des Dipsadidae.

## Répartition
Les espèces de ce genre se rencontrent en Californie, en Oregon et au Washington aux États-Unis et en Colombie-Britannique au Canada.

## Liste des espèces
Selon The Reptile Database (30 août 2013) :
- Contia longicaudae Feldman & Hoyer, 2010
- Contia tenuis (Baird & Girard, 1852)

## Publication originale
- Baird & Girard, 1853 : Catalogue of North American Reptiles in the Museum of the Smithsonian Institution. Part 1. Serpents. Smithsonian Institution, Washington, p. 1-172 (texte intégral).